# Olive d'Anagni
Olive d'Anagni, morte le 3 juin 492, est une sainte de l'Église catholique.
Elle forme, avec Secondina, Aurelia et Neomisia, les quatre saintes Anagnines.

## Biographie

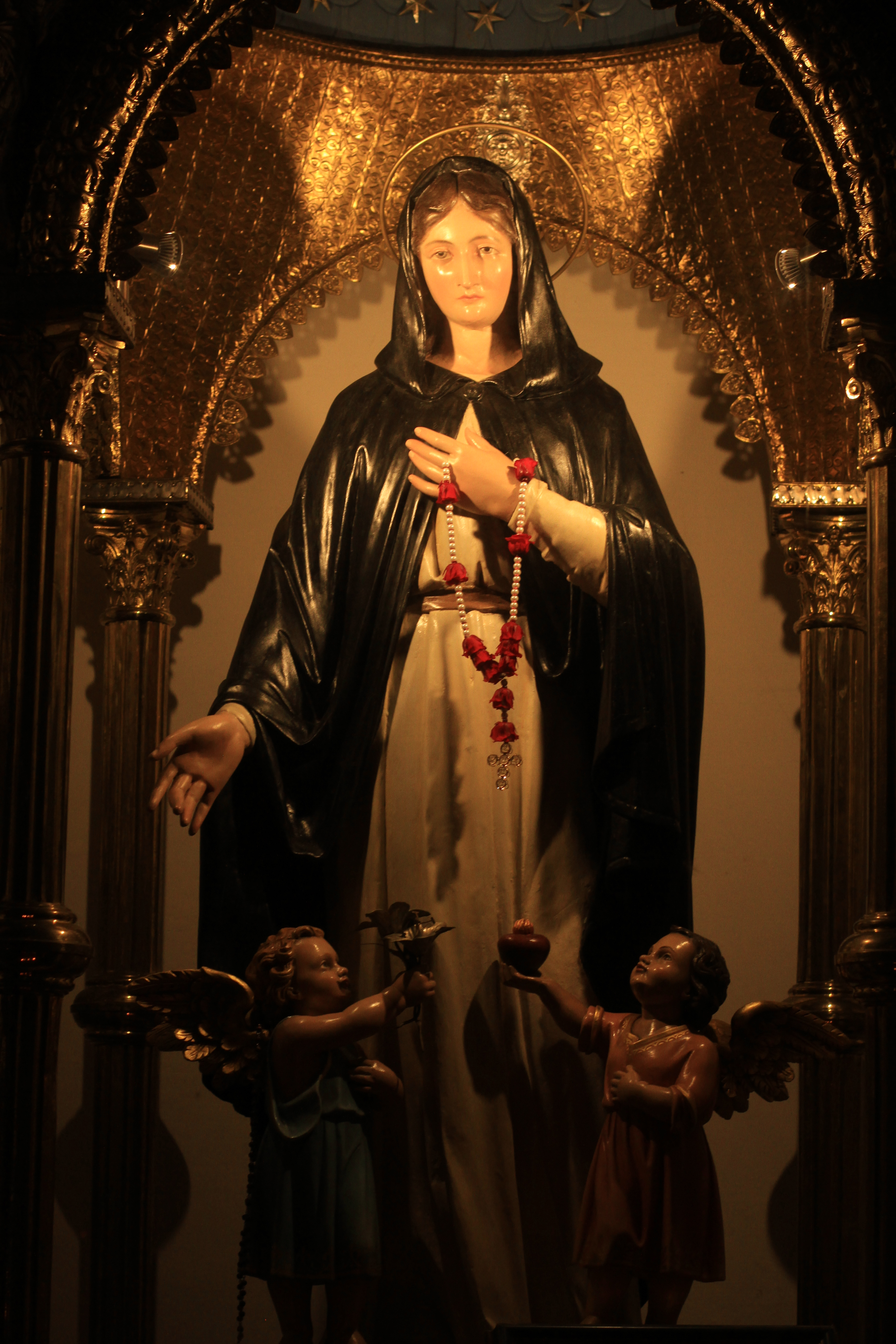
Statue de Sainte Olive, à l'église de Castro dei Volsci, province de Frosinone, Italie.

Olive nait à Anagni dans le Latium, en Italie centale, de parents nobles. Destinée à un mariage qu'elle ne souhaite pas, elle se consacre à Dieu et prend l'habit au monastère des Bénédictines d'Anagni.

## Culte
Elle est commémorée le 3 juin à Anagni, ainsi qu'à Castro dei Volsci, dont elle est sainte patronne, et à Pontecorvo, les trois communes se trouvant dans la province de Frosinone. Également patronne de Trivigliano, elle y est célébrée le 13 juin, et le 1er août à Cori.
Le 7 septembre 1133, ses reliques sont transférées par l'antipape Anaclet II dans une église d'Agnani qui lui est consacrée. L'église est démolie en 1564 lors de travaux pour renforcer les fortifications de la ville ; les reliques sont déplacées dans la crypte de la cathédrale d'Anagni,.